# Rosanna Costa
Rosanna María Assunta Costa Costa (Viña del Mar, 6 de diciembre de 1957) es una economista, académica e investigadora chilena. Desde el 18 de enero de 2017 se desempeña como consejera del Banco Central de Chile, fungiendo simultáneamente —desde el 3 de febrero de 2022— como presidenta del organismo, convirtiéndose en la primera mujer en ocupar dicho cargo.

## Familia y estudios
Es hija del economista Horacio Costa Costa y de María Inés Costa Costa. Está casada con Pedro Ignacio Mujica Figueroa, con quien es madre de dos hijos.
Estudió en el Saint Gabriel's School y luego ingeniería comercial con mención en economía en la Pontificia Universidad Católica (PUC), siguiendo los pasos de su padre, Horacio, quien también había cursado esa carrera antes de desempeñarse en la estatal Empresa Nacional del Petróleo (Enap).

## Carrera profesional
Sus primeros años como profesional los ejerció en la Pontificia Universidad Católica de Chile, donde se concentró en actividades de docencia e investigación.
En 1984 ingresó al Banco Central de Chile al Departamento de Cuentas Nacionales. Para luego trasladarse al departamento de Estudios, donde trabajó con los economistas Juan Andrés Fontaine y Francisco Rosende. Una de las tareas de Costa en la entidad fue coordinar con el Fondo Monetario Internacional (FMI) los límites que éste imponía a Chile en su programa económico de rescate acordado con el organismo. También lideró el equipo del programa monetario. Permaneció en la entidad hasta 1992.
Su carrera profesional continúo en 1993 en el Instituto Libertad y Desarrollo (LyD) –think tank de corte neoliberal, ligado a la derecha política–, enfocándose en investigaciones en las áreas macroeconómica, fiscal, tributaria y laboral. Desde ese puesto fue asesora legislativa y directora del programa económico y trabajó en diferentes oportunidades en Hacienda en temas de políticas económicas, laborales y de mercado de capitales.
La Presidenta Michelle Bachelet la convocó a integrar tres comisiones presidenciales: Pensiones; Trabajo y Equidad;  y el Consejo Asesor contra los Conflictos de Interés, Tráfico de Influencias y Corrupción, conocida como la Comisión Engel. También formó parte del Consejo Nacional de la Productividad y la Comisión Asesora de Educación Técnica.
Ha sido docente de la cátedra de macroeconomía en las universidades Católica (PUC) y Universidad de Chile
En 2010 fue nombrada titular de la Dirección de Presupuestos (Dipres) durante el primer gobierno del presidente Sebastián Piñera (2010-2014). Fue la segunda mujer en ejercer el cargo tras Victoria Arellano Stark, en los años 1970. En 2014, una vez fuera del Estado, asumió como subdirectora de LyD.

### Banco Central
El 18 de enero de 2017 fue designada y ratificada por el Senado –por 28 votos a favor, cero en contra y una abstención– como miembro del Consejo del Banco Central de Chile, en reemplazo del renunciado Rodrigo Vergara, debiendo ejercer por el periodo que le restaba a éste, hasta diciembre de 2019.  Pocos días antes de terminar su período, el presidente Sebastián Piñera propuso su continuidad como consejera del Banco. El 18 de diciembre el Senado ratificó su nombre por unanimidad de los presentes en el hemiciclo por otros diez años en el Banco Central.
Tras la renuncia de Mario Marcel como presidente y consejero del Banco Central, el 3 de febrero de 2022 el entonces presidente Sebastián Piñera la nombró como presidenta del Banco Central, convirtiéndose así en la primera mujer designada para ocupar dicho cargo en la historia del organismo.

## Premios
- Economista del año 2013 otorgado por El Mercurio.[12]
- Premio Ingeniero Comercial Distinguido de la UC en 2017.[13]
- Premio Andrés Concha de la Sociedad de Fomento Fabril 2020[14]
- La mujer más influyente del mundo económico en 2021 otorgado por Pulso de La Tercera y Cadem.[15]